# Општина Моцка (Јаши)
Моцка (рум. Moţca) општина је у Румунији у округу Јаши.
Oпштина се налази на надморској висини од 331 m.